# جون مايكل كيزر
جون مايكل كيزر (بالنرويجية البوكمول: Johan Michael Keyser)‏ هو قسيس نرويجي، ولد في 15 يناير 1749 في درامن في النرويج، وتوفي في 1 ديسمبر 1810.